# Albert Maier (Politiker, 1890)
Albert Maier (* 20. Juni 1890 in Rotzel; † 24. Januar 1962 in Schopfheim) war ein deutscher Politiker (CDU).

## Leben
Maier legte 1910 das Abitur ab. Von 1910 bis 1914 studierte er Rechtswissenschaft und Volkswirtschaftslehre. 1914 wurde er zum Doktor der Rechte promoviert. Von 1914 bis 1918 leistete er Kriegsdienst im Ersten Weltkrieg. Ab 1919 war er als Assistent bei der Industrie- und Handelskammer in Schopfheim tätig, deren Geschäftsführer er ab 1924 war. Zum 1. Mai 1933 trat er der NSDAP bei (Mitgliedsnummer 3.463.580).
Nach dem Zweiten Weltkrieg wurde Maier Mitglied der CDU. Bei der Landtagswahl in Baden-Württemberg 1956 wurde er über das Direktmandat im Wahlkreis Waldshut in den Landtag von Baden-Württemberg gewählt, dem er bis zum Ende der Legislaturperiode 1960 angehörte.
Maier war römisch-katholisch und verheiratet.